# Saint-Sauveur (Oise)
Pour les articles homonymes, voir Saint-Sauveur.
Saint-Sauveur est une commune française située dans le département de l'Oise en région Hauts-de-France.

## Géographie

### Localisation
Saint-Sauveur est situé dans la partie sud-ouest de la forêt de Compiègne, à environ 15 km du centre-ville de Compiègne. Sa proximité avec la forêt en fait un village rural très calme et accueillant où les possibilités de promenades sont infinies.
À l'extrême-est du village, le relief devient plus accidenté pour laisser place à une colline souvent surnommée montagne de Saint-Sauveur (bien que ne dépassant pas 120 m d'altitude). Du haut de ce dénivelé, on bénéficie d'une vue panoramique du village en contrebas.

### Communes limitrophes
|           | Lacroix-Saint-Ouen   | Saint-Jean-aux-Bois  |
| Verberie  | Saint-Sauveur (Oise) | Orrouy               |
| Saintines |                      | Béthisy-Saint-Pierre |

### Hydrographie

#### Réseau hydrographique
La commune est située dans le bassin Seine-Normandie. Elle est drainée par l'Automne, le ru du Goderu, le ru aux Feuilles, le ru de la Fontaine St Jean, le ru de la Hideuse et le ru des Molineaux,,.
L'Automne, d'une longueur de 34 km, prend sa source dans la commune de Villers-Cotterêts et se jette  dans l'Oise (rive gauche) à Longueil-Sainte-Marie, après avoir traversé 19 communes. Les caractéristiques hydrologiques de l'Automne sont données par la station hydrologique située sur la commune de Saintines. Le débit moyen mensuel est de 1,99 m3/s. Le débit moyen journalier maximum est de 7,07 m3/s, atteint lors de la crue du 22 mars 2001. Le débit instantané maximal est quant à lui de 7,86 m3/s, atteint le 9 mai 1988.

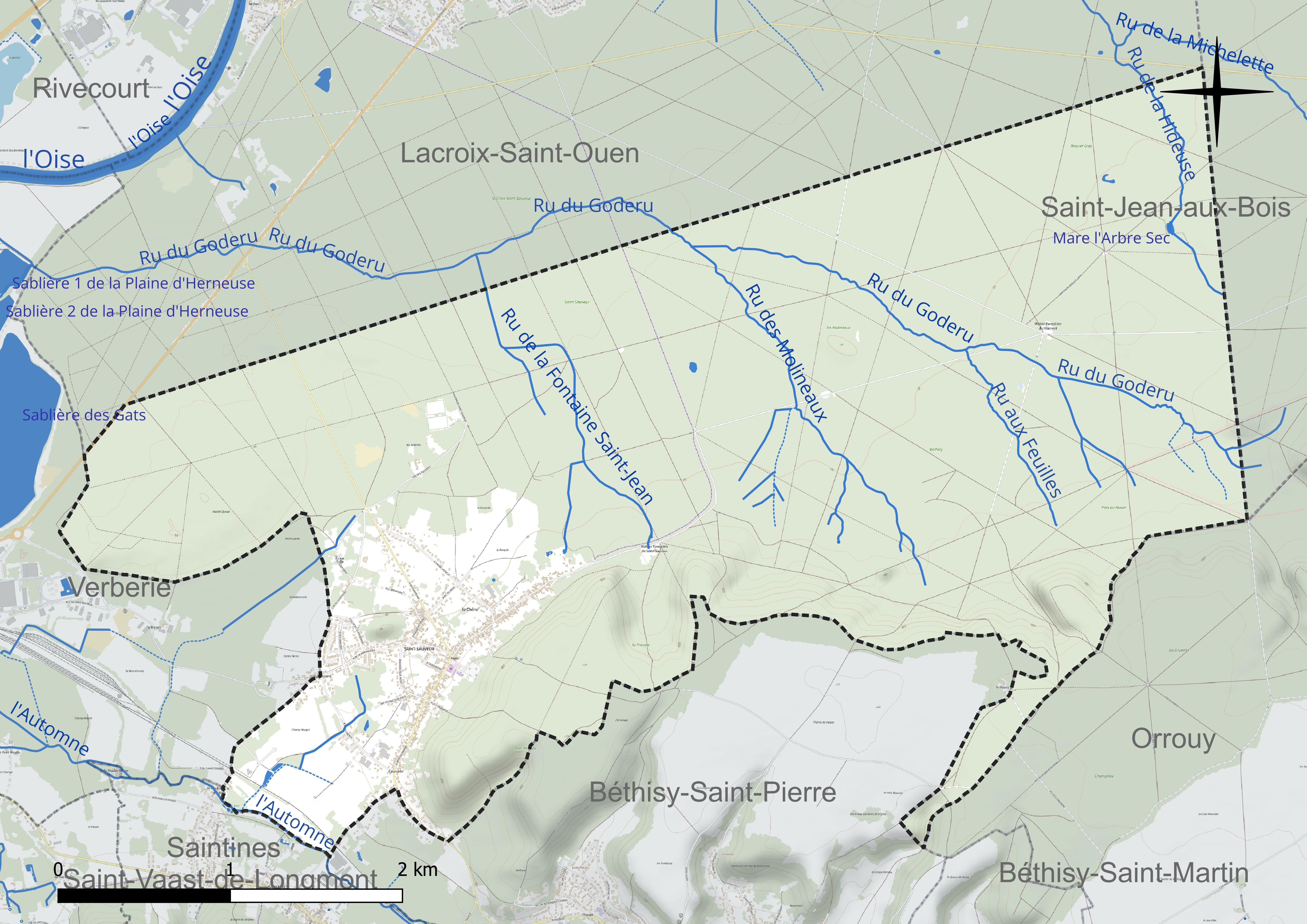
Réseau hydrographique de Saint-Sauveur.

Un plan d'eau complète le réseau hydrographique : la mare l'Arbre Sec (0,2 ha),.

#### Gestion et qualité des eaux
Le territoire communal est couvert par le schéma d'aménagement et de gestion des eaux (SAGE) « Sensée ». Ce document de planification concerne un territoire de 287 km2 de superficie, délimité par le bassin versant de l'Automne. Le périmètre a été arrêté le 28 mai 1996 et le SAGE proprement dit a été approuvé le 16 décembre 2003 puis révisé le 10 mars 2016. La structure porteuse de l'élaboration et de la mise en œuvre est le syndicat d'aménagement et de gestion des eaux du Bassin Automne (S.A.G.E.B.A). 
La qualité des cours d'eau peut être consultée sur un site dédié géré par les agences de l'eau et l'Agence française pour la biodiversité. 

### Climat
Pour des articles plus généraux, voir Climat des Hauts-de-France et Climat de l'Oise.
En 2010, le climat de la commune est de type climat océanique dégradé des plaines du Centre et du Nord, selon une étude du CNRS s'appuyant sur une série de données couvrant la période 1971-2000. En 2020, Météo-France publie une typologie des climats de la France métropolitaine dans laquelle la commune est dans une zone de transition entre le climat océanique et le climat océanique altéré et est dans la région climatique  Nord-est du bassin Parisien, caractérisée par un ensoleillement médiocre, une pluviométrie moyenne régulièrement répartie au cours de l'année et un hiver froid (3 °C). 
Pour la période 1971-2000, la température annuelle moyenne est de 10,7 °C, avec une amplitude thermique annuelle de 14,5 °C. Le cumul annuel moyen de précipitations est de 750 mm, avec 10,7 jours de précipitations en janvier et 8,8 jours en juillet. Pour la période 1991-2020, la température moyenne annuelle observée sur la station météorologique la plus proche, située sur la commune de Margny-lès-Compiègne à 12 km à vol d'oiseau, est de 11,2 °C et le cumul annuel moyen de précipitations est de 633,5 mm,. Pour l'avenir, les paramètres climatiques de la commune estimés pour 2050 selon différents scénarios d'émission de gaz à effet de serre sont consultables sur un site dédié publié par Météo-France en novembre 2022.

## Urbanisme

### Typologie
Au 1er janvier 2024, Saint-Sauveur est catégorisée petite ville, selon la nouvelle grille communale de densité à sept niveaux définie par l'Insee en 2022.
Elle appartient à l'unité urbaine de Saint-Sauveur, une agglomération intra-départementale regroupant deux  communes, dont elle est ville-centre,,. Par ailleurs la commune fait partie de l'aire d'attraction de Compiègne, dont elle est une commune de la couronne,. Cette aire, qui regroupe 101 communes, est catégorisée dans les aires de 50 000 à moins de 200 000 habitants,.

### Occupation des sols
L'occupation des sols de la commune, telle qu'elle ressort de la base de données européenne d'occupation biophysique des sols Corine Land Cover (CLC), est marquée par l'importance des forêts et milieux semi-naturels (88,1 % en 2018), une proportion sensiblement équivalente à celle de 1990 (88,4 %). La répartition détaillée en 2018 est la suivante : 
forêts (84,6 %), zones urbanisées (4,8 %), milieux à végétation arbustive et/ou herbacée (3,5 %), zones agricoles hétérogènes (3,3 %), terres arables (2 %), prairies (1,8 %). L'évolution de l'occupation des sols de la commune et de ses infrastructures peut être observée sur les différentes représentations cartographiques du territoire : la carte de Cassini (XVIIIe siècle), la carte d'état-major (1820-1866) et les cartes ou photos aériennes de l'IGN pour la période actuelle (1950 à aujourd'hui).

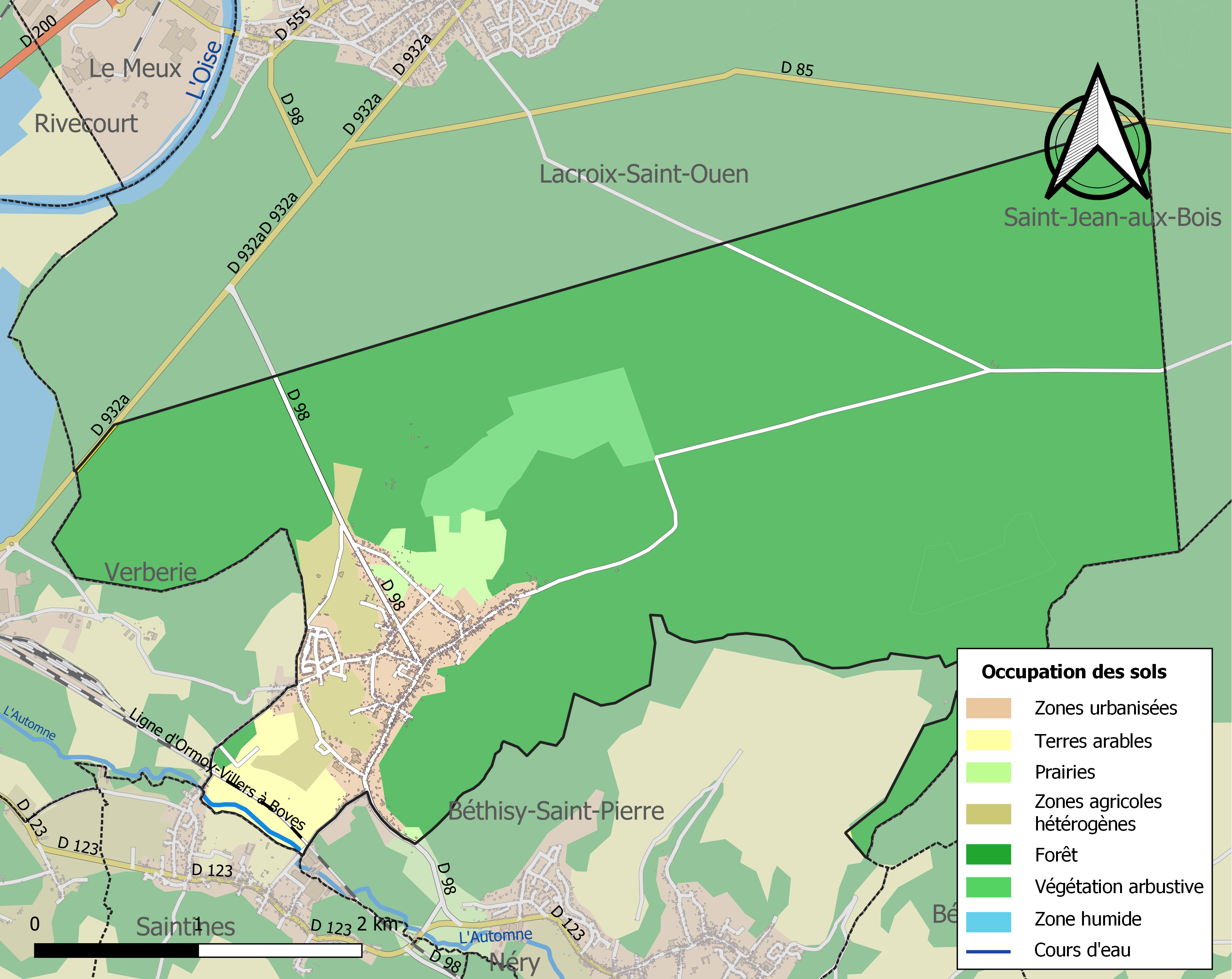
Carte des infrastructures et de l'occupation des sols de la commune en 2018 (CLC).

### Voies de communication et transports
La commune est traversée au sud de son territoire par la ligne d'Ormoy-Villers à Boves, qui a été mise en service en 1882, et le service voyageurs a été supprimé en 1939. La gare de Saintines - Saint-Sauveur, qui dispose d'importantes installations marchandises, se trouve dans la commune voisine de Saintines.
La commune est desservie, en 2023, par les lignes 103 et 105 du réseau TIC, par la ligne 13 du service AlloTIC et par la ligne 641 du réseau interurbain de l'Oise.

## Toponymie
Le nom de la localité est attesté sous les formes Sanctus Salvator (1179) ; et Giroldi maisnili (1179) ; Giroldi mesnilium (1186) ; Geromenailium (vers 1215) ; Girosmenil (1220) ; Geromenil (1220) ; apud Girouomenill (1279) ; in villa et territorio de Giromenailio (1308) ; Giroumenil (1311) ; la prevoste de giromesnilg (1319) ; Giromesnil (1362) ; Sanctus Salvator (1399) ; S. Sauveur de Giromenil (1399) ; Giromesnil (XVe) ; Gerosmesnil (1564) ; Saint Sauveur de Geromesnil (XVIe) ; Girosmesnil (1610) ; Saint Sauveur ou Girosmesnil (1667) ; S. Sauveur de Géroménil (1764) ; Sauveur (1794) ; Sauveur Géroménil (1794), durant la Révolution française; Saint-Sauveur (1840).

Le village s'est appelé Giromesnil. Sa dénomination actuelle commémore  la victoire remportée en 1359, non loin de là, par le capitaine de Béthisy sur les Anglais le jour de la Sainte-Trinité, du nom de l'église d'origine du lieu.

Saint-Sauveur est un hagiotoponyme qui trouve son origine de l'attribut de « sauveur du monde » attaché à Jésus-Christ par les églises chrétiennes.

## Histoire
- Occupation romaine.
- C'est après la victoire des Français sur les Anglais à Giromesnil (ou Géromesnil) le jour de la Sainte-Trinité 1359, que Hugues de Sézanne fit vœu de reconstruire l'église consacrée à Saint-Sauveur en l'honneur du jour de la victoire et que la localité prit le nom de son église[28].
- Dépendait de la baronnie de Saintines.
- Autrefois axée sur la culture du chanvre.
- Depuis 1765[réf. nécessaire], et jusqu'à la fin du XXe siècle, l'activité principale a été l'industrie du bois et la brosserie, notamment au XIXe siècle[29].

## Politique et administration

### Rattachements administratifs et électoraux
La commune se trouve depuis 1926 dans l'arrondissement de Compiègne du département de l'Oise. Pour l'élection des députés, elle fait partie depuis 1988 de la cinquième circonscription de l'Oise.
Elle faisait partie depuis 1801 du canton de Compiègne, année où celui-ci est divisé et la commune rattachée au canton de Compiègne-Sud. En 1982, celui-ci est lui-même scindé et la commune rejoint le canton de Compiègne-Sud-Est. Dans le cadre du redécoupage cantonal de 2014 en France, la commune est désormais intégrée au canton de Compiègne-2.

### Intercommunalité
La commune était membre de l'agglomération de la région de Compiègne (ARC), structure intercommunale qui succédait à un SIVOM créé en 1970.
Celle-ci fusionne avec la petite  communauté de communes de la Basse Automne, qui n'atteignait pas les 15 000 habitants requis par la loi portant nouvelle organisation territoriale de la République (Loi NOTRe) du 7 août 2015 pour former, le 1er janvier 2017, la communauté d'agglomération de la Région de Compiègne et de la Basse Automne (ARCBA), dont la commune est désormais membre.

### Liste des maires
| Période                                  | Période                       | Identité             | Étiquette | Qualité                                                                                           |
| ---------------------------------------- | ----------------------------- | -------------------- | --------- | ------------------------------------------------------------------------------------------------- |
| Les données manquantes sont à compléter. |                               |                      |           |                                                                                                   |
| mars 1995                                | mars 2001                     | Françoise Courtalhac |           |                                                                                                   |
| mars 2001                                | septembre 2018                | Jean-Claude Granier  | SE        | Vice-président de l'ARC (2014 → 2016) Vice-président de l'ARCBA (2017 → 2018 ) Décédé en fonction |
| décembre 2018,                           | En cours (au 8 décembre 2018) | M. Claude Lebon      | SE        | Travailleur social retraîté                                                                       |

### Politique environnementale
En 2015, la municipalité a mis en place des bacs de recyclage et composteurs au cimetière. Cette action a permis de collecter 180 litres de déchets recyclables et 800 litres de déchets vert par semaine. Le ministère de l'environnement a attribué 53 500 Euros à l'agglomération pour qu'elle équipe d'autres communes volontaires avec 53 composteurs de cimetière.

## Population et société

### Démographie

#### Évolution démographique
L'évolution du nombre d'habitants est connue à travers les recensements de la population effectués dans la commune depuis 1793. Pour les communes de moins de 10 000 habitants, une enquête de recensement portant sur toute la population est réalisée tous les cinq ans, les populations de référence des années intermédiaires étant quant à elles estimées par interpolation ou extrapolation. Pour la commune, le premier recensement exhaustif entrant dans le cadre du nouveau dispositif a été réalisé en 2005.

En 2022, la commune comptait 1 752 habitants, en évolution de +4,91 % par rapport à 2016 (Oise : +0,87 %, France hors Mayotte : +2,11 %).
| 1793 | 1800 | 1806 | 1821 | 1831 | 1836 | 1841 | 1846 | 1851 |
| ---- | ---- | ---- | ---- | ---- | ---- | ---- | ---- | ---- |
| 620  | 727  | 634  | 641  | 758  | 759  | 781  | 811  | 787  |

| 1856 | 1861 | 1866 | 1872 | 1876 | 1881 | 1886 | 1891 | 1896 |
| ---- | ---- | ---- | ---- | ---- | ---- | ---- | ---- | ---- |
| 780  | 809  | 827  | 843  | 842  | 910  | 874  | 877  | 931  |

| 1901 | 1906  | 1911 | 1921 | 1926 | 1931 | 1936 | 1946 | 1954  |
| ---- | ----- | ---- | ---- | ---- | ---- | ---- | ---- | ----- |
| 953  | 1 003 | 999  | 957  | 971  | 939  | 954  | 967  | 1 018 |

| 1962  | 1968  | 1975  | 1982  | 1990  | 1999  | 2005  | 2006  | 2010  |
| ----- | ----- | ----- | ----- | ----- | ----- | ----- | ----- | ----- |
| 1 044 | 1 137 | 1 181 | 1 515 | 1 649 | 1 606 | 1 604 | 1 585 | 1 562 |

| 2015  | 2020  | 2022  | - | - | - | - | - | - |
| ----- | ----- | ----- | - | - | - | - | - | - |
| 1 663 | 1 735 | 1 752 | - | - | - | - | - | - |

#### Pyramide des âges
La population de la commune est relativement jeune.
En 2018, le taux de personnes d'un âge inférieur à 30 ans s'élève à 34,0 %, soit en dessous de la moyenne départementale (37,3 %). À l'inverse, le taux de personnes d'âge supérieur à 60 ans est de 24,1 % la même année, alors qu'il est de 22,8 % au niveau départemental.
En 2018, la commune comptait 841 hommes pour 887 femmes, soit un taux de 51,33 % de femmes, légèrement supérieur au taux départemental (51,11 %).
Les pyramides des âges de la commune et du département s'établissent comme suit.
| Hommes | Classe d’âge | Femmes |
| ------ | ------------ | ------ |
| 0,5    | 90 ou +      | 0,8    |
| 6,4    | 75-89 ans    | 7,2    |
| 16,2   | 60-74 ans    | 17,2   |
| 23,1   | 45-59 ans    | 22,1   |
| 19,3   | 30-44 ans    | 19,1   |
| 13,4   | 15-29 ans    | 14,5   |
| 21,1   | 0-14 ans     | 19,2   |

| Hommes | Classe d’âge | Femmes |
| ------ | ------------ | ------ |
| 0,5    | 90 ou +      | 1,4    |
| 5,5    | 75-89 ans    | 7,6    |
| 15,6   | 60-74 ans    | 16,3   |
| 20,8   | 45-59 ans    | 20     |
| 19,4   | 30-44 ans    | 19,4   |
| 17,6   | 15-29 ans    | 16,2   |
| 20,6   | 0-14 ans     | 19,1   |

### Services publics
La commune décide fin 2018 de se doter d'une agence postale communale, afin d'éviter une fermeture sans compensation du bureau de poste.

## Économie
- Ancienne brosserie Gourdelier, puis Bontemps,  	181 rue Mabonnerie, fondée vers 1885. Exploitée par la SIAM depuis 1956, elle comptait en 1962 plus de 11 salariés, en 1983, 55 salariés et en 2000, 38 salariés[41].

- En 2024, la fabrication de bâtonnets de glace est présente dans la commune. La société compte une dizaine de sites dans le monde et fait travailler localement une soixantaine de personnes[42].

## Culture locale et patrimoine

### Lieux et monuments

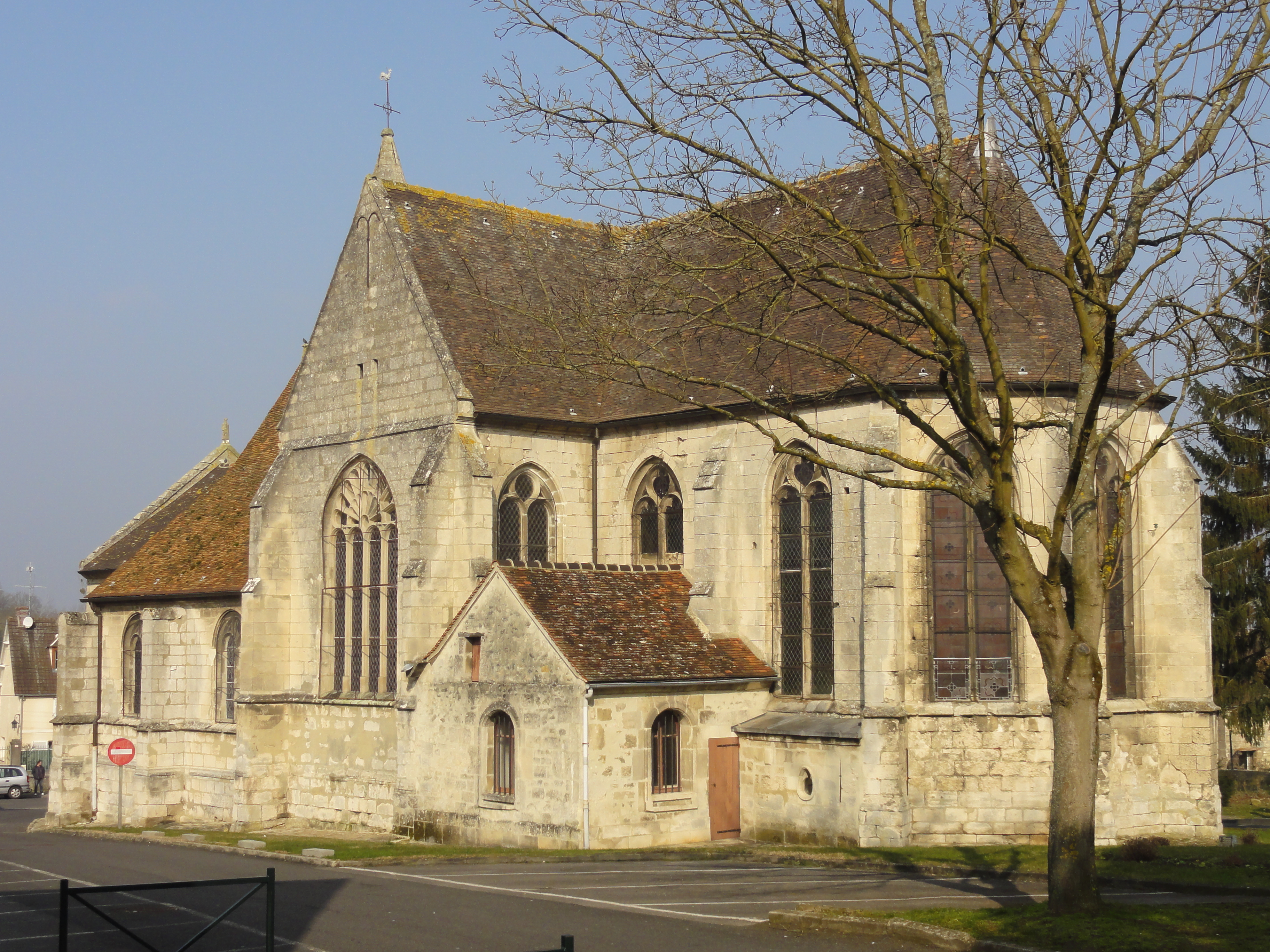
Église de la Sainte-Trinité.

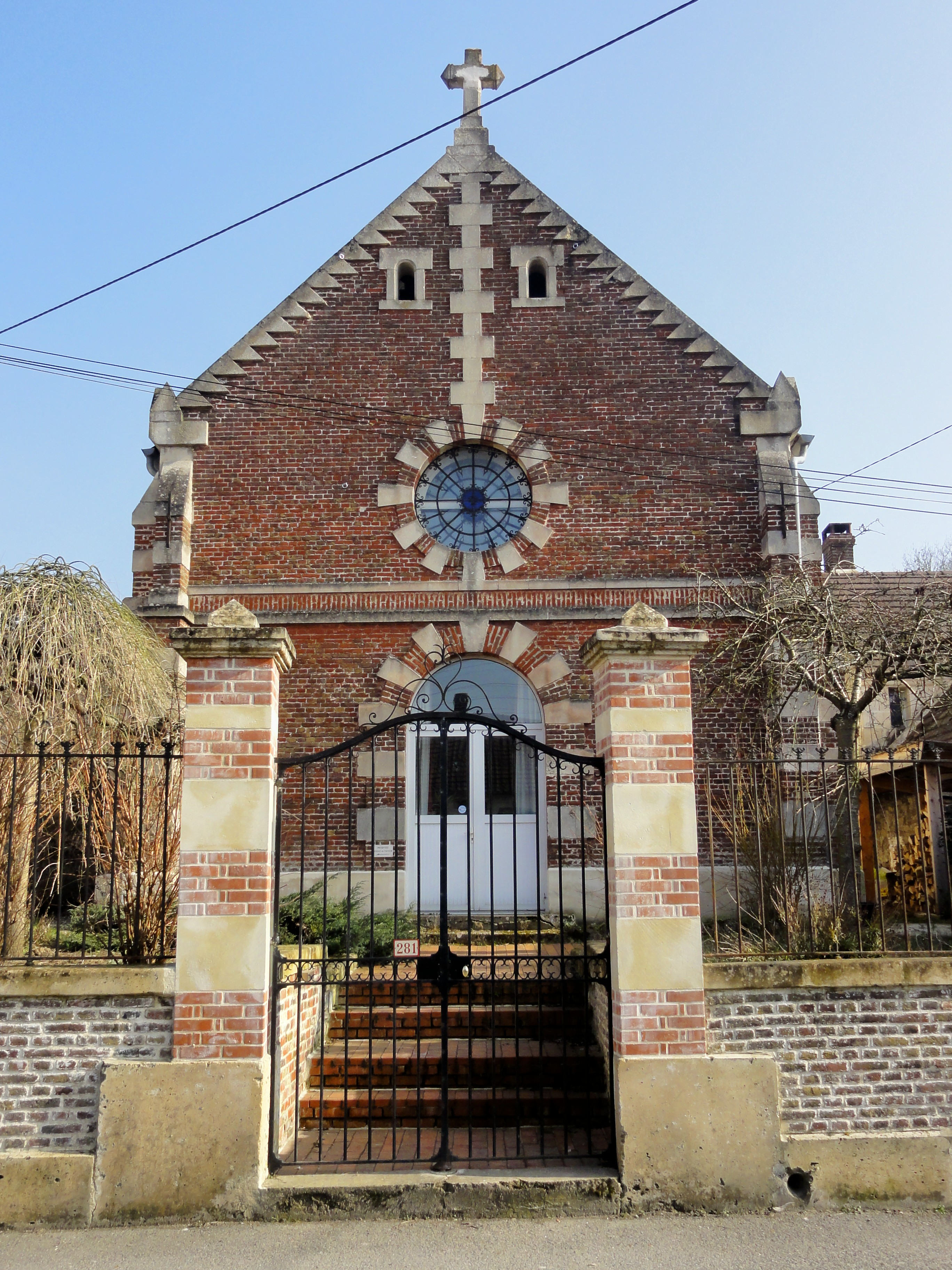
Ancien temple protestant.

Saint-Sauveur compte un monument historique sur son territoire :
- Église de la Sainte-Trinité, rue Aristide-Briand (inscrite monument historique par arrêté de  1948[43]) : elle remplace une église médiévale dédiée à saint Michel, vétuste déjà quand les troupes de Hugues de Cézanne battent les Anglais près de Verberie le jour de la Sainte-Trinité de 1359. Le capitaine fait alors le vœu de bâtir une nouvelle église placée sous ce vocable, mais le projet n'est finalement mis en exécution qu'à partir de la fin du XVe siècle au plus tôt. C'est ce qu'indique clairement le style gothique flamboyant de l'église, et les influences de la Renaissance perceptibles dans le transept et les bas-côtés de la nef.

Le gros-œuvre est probablement terminé en 1543, date qui se lit sur les remarquables vestiges de vitraux conservés dans le chœur. Le voûtement ne prend fin qu'en 1559, mais l'église reste à vrai dire inachevée, car les deux premières travées de la nef n'ont jamais été voûtées, et sont dépourvues de bas-côtés au sud. Hormis ce défaut et un manque d'élégance du clocher et de la façade, l'église de la Sainte-Trinité est une construction soignée, notamment à l'intérieur, qui fait preuve de recherche stylistique. L'extérieur est sobre, mais d'une belle régularité,.
On peut également noter les sites suivants :
- Ancien temple protestant, rue Aristide-Briand.
- Château du Soupiseau, manoir situé à l'ouest du village, avec son jardin[45].
- Les restes d'antiques fours de potiers romains étaient encore visibles dans les années 50. L'exploitation forestière et les saccages les ont fait disparaître.

### Personnalités liées à la commune
- Edmond Rostand a habité quelques années au château du Soupiseau, où il a écrit L'Aiglon vers 1897[29].